# Kostel Nanebevzetí Panny Marie (Hroby)
Kostel Nanebevzetí Panny Marie v Hrobech je filiální kostel v římskokatolické farnosti Chýnov a kulturní památka České republiky. Součástí této kulturní památky je i plocha okolo kostela (bývalý hřbitov).

## Historie
První písemná zmínka o kostele pochází z roku 1358. V letech 1596 a 1666 kostel vyhořel. Věž pochází z roku 1724; v témže roce byla též upravena chrámová loď. V roce 1791 kostel znovu vyhořel a v roce 1828 byl opraven.

## Popis
Kostel má jednu chrámovou loď. Je postaven v gotickém slohu s hodnotnými kamenickými prvky. Kněžiště má křížovou klenbu a polygonální pětiboký závěr s opěráky. Křížovou klenbu má rovněž sakristie a podvěží.
Na barokním hlavním oltáři je gotická socha Madony z poloviny 15. století. Boční oltáře pocházejí z druhé poloviny 17. století, jeden z oltářních obrazů pochází z roku 1681, další pak namaloval Bedřich Kamarýt. V kostele a na vnější stěně kostela jsou renesanční náhrobníky. Varhany jsou dílem varhanáře Semráda.